# 五十嵐彩伽
五十嵐 彩伽（いがらし あやか、2001年7月9日）は、日本の女優。女性アイドル、元子役である。千葉県出身。

## 来歴
2016年までジュネス (企業)に所属し、ジュネス☆プリンセスのメンバーで、リーダーとして活動していた。2017年5月よりChu☆Oh!Dollyのサニーオレンジとして加入、2018年12月脱退。2020年9月よりSilly°Honeyのオレンジ、推しアトラクション：メリーゴーランドとして加入。2021年12月5日活動終了。2023年1月にPrinceCHU!に加入。2025年1月にClaire♡Dollsに加入

## 人物
- 身長：158cm
- 特技：HIPHOP、水泳、歌

## 出演

### TV
- わたしが子どもだったころ 阿川佐和子編（2009年、NHK BS hi）
- ドリーム2クリエイター（2013年、テレビ東京）- ワンクールアイドル「閃光花火」メンバー

### CM
- 東京電力　企業広告TVCM
- カードファイト!!ヴァンガード「正体はガイコクジン編」「第10弾名人篇」（2012年）
- 日本財団　SHARE編

### 雑誌
- トランスワールドジャパン　We☆CanSmile

### 舞台
- ミュージカル「CHANCE」（2009年8月3日 - 5日、ムーブ町屋ホール） - 岸本麻衣(幼少期) 役
- ミュージカルビレッジ／ガールズオンステージ
- ヒロセプロジェクト「キミと星空に未来を描いた日[3]」Bチーム（2012年11月2日 - 4日、ラゾーナ川崎プラザソル） - 孤児・ミルク 役
- ヒロセプロジェクト「神様と過ごした10日間[4]」Bチーム（2013年4月4日 - 7日、ラゾーナ川崎プラザソル） - メインキャスト・サミカ 役
- アリスインプロジェクト「時空警察クロノゲイザー[5]」（2016年7月6日 - 10日、新馬場・六行会ホール） - リリア・ギリアム 役
- エアースタジオ「GO,JET!GO!GO!vol7 -そんなヒロシに騙されて-[6]」A・C班（2020年3月12日 - 23日、東日本橋・A-Garage） - 早紀 役
- エアースタジオ「スキスキスナック〜スナックへ飲みに行こう〜[7]」A班（2020年6月11日 - 15日、東日本橋・A-Garage） - 佳穂 役
- エアースタジオ「GO,JET!GO!GO!vol8 -想い出のFacebook Lovers-[8]」B・C班（2020年7月9日 - 19日、東日本橋・A-Garage） - 早紀 役
- Air studio produce 朗読劇「オサエロ[9]」B班（2020年9月2日 - 7日、両国・Air studio） - 坂下昭代 役
- エアースタジオ「GO,JET!GO!GO!vol.10〜渚のバンドエイド〜[10]」A班（2021年7月28日 - 29日、東日本橋・A-Garage） - 早紀 役
- Lady Go! Project「魔法少女[11]」Aチーム（2022年3月23日 - 28日、東日本橋・A-Garage） - たんぽぽ 役
- 中川朋美プロデュース「Juliet[12]」A班（2022年6月9日 - 13日、両国・Air studio） - 主演 村井恵美 役[13]

### イベント
- 学習研究社　幼児教育事業部制作発表会 園児服ファッションショー2007（2007年）
- 夏楽踊驚!Dance with Triple Playショーモデル出演（DANCE LB-03，LoveLock）
- 剛力彩芽 歌手デビュー記念LIVE! We're good to go! オープニングダンス（2013年）

### スチール
- 明治安田生命　カレンダー　プレゼン用スチール
- マクドナルド×ニンテンドーDS
- 鶴見大学附属中学校・高等学校　Web・パンフレット